# Магелланівська премія

і (1922)

Магелла́нівська пре́мія (англ. Magellanic Premium) також знана як Магелланівська золота медаль (англ. Magellanic Gold Medal) — нагорода від Американського філософського товариства, найдавніша наукова нагорода у США.
Нагороду засновано у 1786 році на 200 гіней, наданих португальським натурфілософом Жан Гасінто де Магеллан «для золотої медалі, яку присуджують час від часу у встановлені терміни, автору кращого відкриття або найкориснішого винаходу в галузі навігації, астрономії або натурфілософії (за винятком природничої історії)».

## Лауреати
- 1790 Френсіс Гопкінсон за опис блока з пружиною для зменшення сил, що діють на вітрила при поривах вітру (англ. spring block)[2]
- 1792 Роберт Паттерсон[en] за вдосконалення металевих провідників і блискавковідводів[3] і Вільям Торнтон[en] за його трактат «Cadmus» [4]
- 1795 Ніколас Коллін[en] за опис швидкого ліфта (англ. speedy elevator)[5]
- 1804 Бенджамін Сміт Бартон[en] за дослідження небезпечних комах у Сполучених Штатах Америки[6] і Вільям Магфорд (англ. William Mugford) за репрезентацію та опис саморобного стерна, яке він побудував із запасних частин і щогли замість того, що було втрачено під час шторму[7][8]
- 1807 Джон Ґарнетт (англ. John Garnett) за опис нової та простої морської карти для вирішення різних проблем у навігації[9][10]
- 1809 Джеймс Гамфріс (англ. James Humphries) за модель і опис пристрою рульового керування[11]
- 1820 Джосія Чепмен[en] за удосконалення виготовлення полотна[12]
- 1823 Джеймс Евінг[en] за винайдення вдосконаленого пожежного гідранта[13]
- 1825 Чарлз Броді (англ. Charles D. Brodie) за його винахід для ремонту борту кораблів нижче від водної поверхні[14].
- 1836 Джеймс Поллард Еспі[en] за його «теорію дощу»[15][16]
- 1864 Пліній Чейз[en] за відкриття залежностей між добовими коливаннями магнітного поля Землі та тиску повітря, спричинених гравітацією Сонця та Місяця[17][18].
- 1887 Льюїс Гаупт[en] за вивчення фізичних явищ біля входу в гавань[19]
- 1922 Пойл Гейл[en] і Лайман Бріґґз[en][20] з Національного бюро стандартів, за створення земного індукторного компаса[en], який використовує магнітне поле Землі для електромагнітної індукції в електричному генераторі та використаний у 1927 році Чарльзом Ліндбергом під час його безпосадкового рейсу з Нью-Йорка до Парижа[21].
- 1952 Джеймс Гілберт Бейкер[en] за його внесок у теорію та практику оптики, особливо за його телескопи з оптикою Шмідта[en] для спостереження за метеорами, якого він пізніше удосконалив (телескоп Бейкера-Нанна)
- 1953 Філіп Ван Горн Вімс[en] за винайдення методів і вимірювальних приладів для астрономічної навігації[22][23]
- 1956 Карл Фріш за дослідження органів чуття тварин і мови танцю бджіл[24]
- 1959 Чарлз Старк Дрейпер за новаторську роботу в галузі інерціальної навігації[25]
- 1960 Стюарт Вільяс Сілі[en] за його роботу над SHORAN[en] (англ. Short Range Navigation), військовою системою для навігації та бомбардування[26]
- 1961 Едвард Латімер Біч молодший[en] на знак визнання навколосвітнього плавання на підводному човні USS Triton
- 1966 Вільям Гейвард Пікерінг (директор Лабораторії реактивного руху) за керівництво дослідженням Місяця і Венери за допомогою реактивних апаратів[27]
- 1971 Пол Мілфорд Мюллер[en] і Вільям Шегрен (англ. William L. Sjogren) за створення гравіметричної карти Місяця та відкриття ними масконів, великомасштабних областей підвищеної щільності гірських порід під поверхнею Місяця[28][29]
- 1975 Роберт Герман і Ральф Ашер Алфер за їхнє передбачення космічного фонового випромінювання[30]
- 1980 Мартін Ліндауер[en] за дослідження з орієнтування тварин і польотної навігації[31]
- 1984 Френк Джордан англ. J. Frank Jordan і Лабораторія реактивного руху, за їхню роль у програмі Вояджер, особливо за обліт зондами Юпітера, Сатурна та їхніх супутників[32]
- 1988 англ. George C. Weiffenbach і англ. William H. Guier та їхня група у Лабораторії прикладної фізики Університету Джонса Гопкінса використали ефект Доплера для встановлення орбіт штучних супутників та розробили супутникову навігаційну систему «Transit»[33].
- 1990 Джозеф Тейлор молодший за підтвердження теорії гравітаційних хвиль Ейнштейна за допомогою подвійного пульсара Халса-Тейлора[34]
- 1992 Едвард Керролл Стоун як науковий керівник програми «Вояджер»
- 1994 Гордон Петтенгілл[en] як «один із провідних радіоастрономів останніх півстоліття» за створення карти Венери на основі зображень радара синтезованих апертурою космічного зонда «Магеллан»
- 1997 Бредфорд Паркінсон і Роджер Істон за їхній внесок у Глобальну систему позиціонування, яка зробила точні інструменти навігації доступними для всіх
- 2000 Джоселін Белл Бернелл за відкриття перших чотирьох пульсарів у 1967 році, завдяки чому вона започаткувала галузь науки, яка відтоді процвітає
- 2002 Венді Фрідман за її роль у точному визначенні відстаней до 18 сусідніх галактик за допомогою телескопа Хаббла разом зі своєю командою
- 2004 Джон Карлстром[en] за його роль у вимірюванні анізотропії космічного фонового випромінювання та нагляді за інструментами на станції Амундсена-Скотта на Південному полюсі
- 2008 Маргарет Геллер на знак визнання результатів її спостережень за Всесвітом
- 2014 Алар Тоомре на знак визнання цифрового моделювання взаємодії галактик, опублікованого в 1972 році разом з його братом Юрі[35] та критерію Тоомре[en], який показує, чи є диференціально обертовий диск зірок у галактиці стабільним[36]
- 2018 Сандра Фабер за її внесок у вивчення формування та еволюції галактик та співвідношення Фабера-Джексона і Фабіола Джанотті за відкриття бозона Хіггса та її провідну роль у фізиці високих енергій[37]
- 2021 Сара Сігер за теоретичну роботу, яка привела до першого відкриття атмосфери на екзопланетах
- 2024 Барбара Волд[en] за роботу над експресією генів.